# 藤谷理子
藤谷 理子（ふじたに りこ、1995年8月6日 - ）は、日本の女優である。京都を拠点に活動する劇団「ヨーロッパ企画」に所属。京都府出身。所属事務所は株式会社オポス。

## 経歴
日本大学芸術学部演劇学科中退。趣味はアコースティックギターの練習。特技であるバレエは5歳から始めており、英国ロイヤルバレエ、デンマークロイヤルバレエ他へ短期留学を経験。
ヨーロッパ企画のマネジメント事務所であるオポスに所属していながらヨーロッパ企画の団員ではない時期が5年間あったが、2021年より正式に団員となった。入団前の本公演への出演は第35回公演『来てけつかるべき新世界』と第38回公演『サマータイムマシン・ワンスモア』の2作品。また、第39回公演『ギョエー！ 旧校舎の77不思議』では声のみ出演している。
ヨーロッパ企画オリジナル長編映画の2作目となる『リバー、流れないでよ』で映画初主演を務める。

## 人物・エピソード
- 実家は天保年間創業の老舗旅館「貴船ふじや」であり[6]、自身が主演を務める映画『リバー、流れないでよ』の物語の舞台でありロケ地となっている[7]。
- 4歳年下の弟がいる[6]。
- 小学校時代は同学年が7人だった[6]。
- 高校時代は放送部に所属していた。1年次では京都府内の大会（ボイスアクト部門）で優勝した。3年次では全国大会（テレビドラマ部門、ラジオドラマ部門、ラジオCM部門）に出場した[6]。
- 宝塚の受験も考えたが両親の反対を受け断念した[6]。
- バレエではコンクールで国内10位になり、日本代表としてニューヨークのコンクールに出場したことがある[6]。
- バレエで挫折を経験し演劇に関心を持ち始めた頃、父から「京都で演劇を観るならヨーロッパ企画じゃない？」と勧められ家族でヨーロッパ企画の舞台を見に行った事が演劇の道を志すようになるきっかけとなった[8]。
- 高校3年生の3月にヨーロッパ企画の諏訪雅作・演出の「諏訪ミュージカル企画　『夢！ 鴨川歌合戦』」に出演し、自身にとっての初舞台となった[6]。
- 大学時代のあだ名は「ちゃんりこ」[6]。
- 大学2年次は首席になった[6]。
- 大学3年生の時、ヨーロッパ企画のハイタウンの黒木正浩の企画に出演したことがきっかけで、第35回公演「来てけつかるべき新世界」に出演することになった[6]。
- 『来てけつかるべき新世界』の出演がきっかけで、出演のオファーが増えたため、大学を休学して株式会社オポスに所属することになった[6]。
- 映画『ボヘミアン・ラプソディ』にハマり、劇場に33回観に行った。当時は「ボヘミアン経費」と称し、クイーン関連にかける金額の上限を設けていなかった[6]。
- 将棋が好きで「観る将」である。また日本将棋連盟を"箱推し"しているとのこと[6]。
- 自分の出演作品はあまり観ないが、『ビューティフルドリーマー』は本作への出演をきっかけに親友になったヒロシエリと一緒に見に行った[6]。
- 自分で思う長所は、運が良いこと、台詞覚えが早いこと[6]。
- 一輪車に乗れる（小学校で竹馬か一輪車を選択して練習することになり、竹馬を選択したがすぐに習得したため、一輪車も練習してこちらもすぐに習得し一輪車暴走族と化した。）[9]。
- スキーと刺繡はできない[9]。
- 普通自動車運転免許を持っている。（大学を休学した時、パスポート以外に身分証明書がないことから思い立って取得した。）[9]。
- 好きな任天堂のキャラクターは『どうぶつの森』のカエルのフルメタル[9]。
- 哲学者の芦田宏直は伯父、テレビプロデューサーの芦田太郎はいとこ[10]。

## 主な出演作品

### テレビドラマ
- ちょい☆ドラ『鼻歌ダンス』（2017年、NHK総合）
- 京都インディーズ・ジョーンズ（2018年 - 、KBS京都・TOKYO MX）
- ムロテレ（2018年、WOWOW） - ナレーション
- ホリデイラブ（2018年、テレビ朝日）
- ちょい☆ドラ『ダークマターな女』（2019年、NHK総合）
- Eうた♪ドラマ『歌のおじさん Eたん』（2020年、NHK Eテレ）
- パパがも一度恋をした（2020年2月1日 - 3月22日、東海テレビ・フジテレビ） - 純喫茶シルクロードのアルバイト 役
- 映像研には手を出すな!（2020年4月6日 - 5月11日、TBSテレビ） - 女子生徒 役
- LINEの答えあわせ〜男と女の勘違い〜（2020年2月1日 - 4月4日、読売テレビ） - ヒトミ 役
- 働かざる者たち（2020年8月27日 - 10月1日、テレビ東京） - 居酒屋の店員リン 役・ナレーション（ケツ太郎の声）
- 女子グルメバーガー部 第10話（2020年9月12日、テレビ東京）
- ヨーロッパ企画のYou宇宙be（2020年10月24日 - 2021年11月27日、フジテレビ）
- プレミアムドラマ『カンパニー〜逆転のスワン〜』（2021年1月10日 - 2月28日、NHK BSプレミアム・NHK BS4K） - 井上真帆 役
- かりあげクン（2023年1月7日 - 3月25日、BS松竹東急） - 鞍持 役[11]
- 極限夫婦（2024年2月8日-2月23日、第2章 4話〜6話、カンテレ）- 杏子の職場仲間役
- 連続テレビ小説 おむすび 第117回（2025年3月18日、NHK） - 石井明日菜 役

### ラジオドラマ
- FMシアター（NHK-FM）
  - 『母が、来た』（2025年5月17日）[12][13]

### アニメ
- ゴー!ゴー!キッチン戦隊クックルン（2021年4月 - ､ NHK Eテレ） - ダークガール 役

### 映画
- あさひなぐ（監督:英勉、2017年） - 郁林 役
- 母さんがどんなに僕を嫌いでも（監督：御法川修、2018年）
- フォルトゥナの瞳（監督：三木孝浩、2019年）
- ビューティフルドリーマー（監督：本広克行、2020年） - リコ 役[14][15][16]
- ドロステのはてで僕ら（監督：山口淳太、2020年） - アヤ 役
- MIRRORLIAR FILMS Season2『適度なふたり』（監督：柴田有麿、2022年2月18日）
- リバー、流れないでよ（監督：山口淳太、2023年6月23日） - 主演・ミコト 役[17]
- リライト（監督：松居大悟、2025年6月13日） - ロープウエイの係員 役[18]

### 舞台
- 劇団プレステージ × ヨーロッパ企画「突風！道玄坂歌合戦」（2016年）
- ヨーロッパ企画「来てけつかるべき新世界」（2016年）
- ハイバイ「ハイバイ、もよおす」（2017年）
- フェスティバル / トーキョー 17「わたしが悲しくないのはあなたが遠いから」（2017年）
- ハイバイ「ヒッキー・ソトニデテミターノ」（2018年）
- ヨーロッパ企画「サマータイムマシン・ワンスモア」（2018年）
- 関西テレビ放送開局60周年記念「ハル」（2019年）
- ヨーロッパ企画「ギョエー！ 旧校舎の77不思議」（2019年） - 声の出演
- パルコプロデュース「転校生」（2019年）
- ヨーロッパ企画イエティ「スーパードンキーヤングDX」（2020年）
- 浅草九劇「アルプススタンドのはしの方（高校演劇ver.）」（2021年）
- こまつ座「日本人のへそ」（2021年）
- 舞台「夜は短し歩けよ乙女」（2021年）
- ハイバイ「ヒッキー・カンクーントルネード」拝み渡りチーム（2021年）
- ヨーロッパ企画「九十九龍城」（2021年 - 2022年）
- 舞台「Ｍ.バタフライ」（2022年）[19]
- もはやしずか（2022年4月2日 - 17日、シアタートラム）
- ヨーロッパ企画 「あんなに優しかったゴーレム」（2022年）
- オールナイトニッポン55 周年記念公演「たぶんこれ銀河鉄道の夜」（2023年）
- ヨーロッパ企画 「切り裂かないけど攫いはするジャック」（2023年）
- ヨーロッパ企画25周年記念興行 in 南座「きっと、私UFOを見た。」（2023年）
- ヨーロッパ企画イエティ「逆張ヶ浜に夕陽が落ちる」（2024年）
- こまつ座「夢の泪」（2024年公演予定）
- ヨーロッパ企画「来てけつかるべき新世界」再演（2024年）
- Stage Reading「A Bright New Boise」（2024年）[20]
- ハイバイ「て」（2024年 - 2025年）[21]
- パルコ・プロデュース2025「先生の背中〜ある映画監督の幻影的回想録〜」（2025年）[22]
- ヨーロッパ企画「インターネ島エクスプローラー（仮）」（2025年 - 2026年公演予定）[23]

### Web
- およげないん 京都激闘篇（2025年2月2日 - 、東映特撮ファンクラブ） - 大山の声 役

### ラジオ
- ヨーロッパ企画のブロードウェイラジオ!（2014年10月3日 - 2022年10月16日、KBS京都ラジオ・CBCラジオ・RNCラジオ）
- ヒロシエリと藤谷理子の出番を待つふたり（2021年5月12日 - 8月18日・9月8日 - 15日、Radiotalk）
- 藤谷理子の”ラジオ、流れてよ！"映画「リバー、流れないでよ」スペシャル（2023年6月11日、ニッポン放送）

### CM
- 「大東建託 いい部屋ネット 食堂篇」（2018年）
- 「福岡銀行マイバンクプラス」（2019年）
- 「健栄製薬 ヒルマイルド」（2020年）

### Youtube
- チョコレートプラネット『ハルに君、ユビサック』Music Video（2023年） - ヒロイン 役